# 赵世亨
赵世亨（： Cho Se-hyeong */?，1994年2月27日—，绰号：Mata），韩国首尔特别市江南区新沙洞人，《英雄联盟》前职业选手，曾先后在MVP Ozone、Samsung Galaxy White、Vici Gaming、Royal Never Give Up、KT Rolster以及SK Telecom T1战队担任辅助位置，2014年跟随Samsung Galaxy White取得英雄联盟2014赛季全球总决赛冠军，并取得FMVP，2019年12月15日宣布退役。
2019年12月17日，赵世亨加入RNG电子竞技俱乐部并担任主教练。2020年12月17日，赵世亨离开RNG电子竞技俱乐部，并成为自由人。
2023年11月29日，赵世亨加入Gen.G并担任主教练。